# Le Dernier des Weynfeldt
Pour plus de détails, voir Fiche technique et Distribution.
Le Dernier des Weynfeldt (Der letzte Weynfeldt) est un téléfilm germano-suisse réalisé par Alain Gsponer diffusé en 2010.
Il s'agit de l'adaptation du roman de Martin Suter.

## Synopsis
Adrian Weynfeldt est au bout : il écrit une lettre d'adieu à sa gouvernante et veut se suicider. Cependant, il veut boire un dernier martini dans son minibar, mais se rend compte qu'il ne reste plus d'olives dans la maison. Il termine la soirée dans son bistrot, où il boit des martinis et rencontre la jeune Lorena. Il l'invite à boire et tous deux se retrouvent dans son luxueux appartement. Peu de temps après son arrivée, Lorena ivre s'est endormie. Le lendemain matin, l'espace à côté d'Adrian au lit est vide. Il découvre Lorena sur la balustrade extérieure. Il veut l'empêcher de se suicider, mais elle lui demande de lui donner juste une raison plausible de ne pas sauter. Il ne prononce pas un mot, mais commence à pleurer. Elle se retourne et part peu après. Lorsqu'il lui demande comment il pouvait la joindre, elle répond seulement qu'elle le rejoindrait.
Adrian reçoit un appel d'elle parce qu'elle fut surprise en train de voler dans une boutique de luxe. Elle avait essayé de faire passer clandestinement une robe dans sa poche hors du magasin. Au téléphone, elle fait passer Adrian comme son petit ami, il joue le jeu et achète d'autres robes en plus de la robe volée. Il ne peut pas comprendre sa réaction surprise, et il l'a également aidée parce qu'elle lui a demandé de le faire. D'autres personnes demandent toujours des choses à Adrian. Le peintre Rolf Strasser reçoit une grosse somme de lui pour trouver sa créativité sur une île du sud, tandis que le Klaus Baier souhaite que le tableau Femme nue devant une salamandre de Félix Vallotton soit vendu par Adrian. Adrian se rend vite compte que la peinture est une bonne contrefaçon et apprend que Klaus est attaché à l'original, mais a encore besoin de beaucoup d'argent et veut faire vendre la contrefaçon. Il croit toujours qu'Adrian devrait simplement mettre le mauvais tableau dans la vente aux enchères, car même un expert comme Adrian peut à peine voir la différence. Klaus héberge à la fois l'original et la contrefaçon avec Adrian et lui laisse le soin de décider quelle peinture il finira par vendre aux enchères.
En raison des nouveaux vêtements, l'ex-petit ami de Lorena, Theo Pedroni, se rend compte que son nouveau compagnon doit être riche. Il teste la générosité d'Adrian et prétend que Lorena lui doit 5 000 francs suisses. Adrian paie rapidement et Theo et Lorena élaborent un plan pour prendre encore plus d'argent à Adrian. Lorena aime Adrian, mais veut également faire un voyage au Brésil pour poursuivre son développement. Tous deux affirment maintenant que Théo est un collectionneur de fonds et que Lorena lui doit toujours 120 000 francs. Adrian paie également cette somme sans hésitation. Face à Lorena, il justifie ses actions, entre autres, par le fait qu'elle lui rappelle tant sa défunte ex Daphné. Klaus connaît également la séquence naïve d'Adrian et persuade Lorena de conclure un accord : elle est censée demander à Adrian de mettre le faux dans la vente aux enchères à la fin. Si elle le fait, elle recevra 50 000 francs. Avec Adrian, Klaus a un autre accord : Adrian reçoit la somme de plus de 1,6 million de francs aux enchères de Klaus.
La vie d'Adrian change sous l'influence de Lorena. Il devient plus actif et nettoie enfin la chambre de sa mère dominante, décédée il y a cinq ans, pour en faire une salle de fitness. De plus, les tentatives de Lorena pour finalement mettre le faux dans la vente aux enchères ne l'arrêtent pas. Il traite secrètement la contrefaçon afin qu'une erreur évidente disparaisse. Devant Lorena, cependant, il affirme que le changement frappant que chaque faux contrefacteur apporte à sa contrefaçon n'a pas encore été trouvé dans le mauvais Vallotton. Un peu plus tard, la préparation des enchères commence et Rolf Strasser est également dans la maison pour voir les œuvres à acquérir. Il explique à Lorena que le Vallotton est un faux et lui montre la principale différence par rapport à l'original. Lorena, à son tour, laisse entendre par hasard à Theo que la Vallotton de la vente aux enchères est faux. Dans la vente aux enchères, la peinture revient à un enchérisseur anonyme qu'Adrian a au téléphone et qui remporte l'enchère pour 4,1 millions de francs. Il reçoit 2 millions de francs de Klaus parce qu'il ne s'attendait pas à un bénéfice aussi élevé. Theo, à son tour, en profite pour extorquer 1 million de francs à Adrian pour ne pas rien dénoncer. Adrian reçoit les enregistrements de la caméra de sécurité, montrant Lorena et Theo s'embrassant. Il se rend compte qu'il a été utilisé. Adrian fait venir Lorena, lui montre le million et elle se laisse toucher. Il passe ensuite une nuit avec elle, mais la traite comme une prostituée. En fin de compte, il ne veut pas non plus accepter son numéro de téléphone, il prendra contact avec elle. Lorena est déçue et honteuse.
Adrian tend le million à Theo et le dénonce à la police peu de temps après. Theo est arrêté. Adrian est à nouveau au point où il veut se suicider. Il charge son pistolet lorsque Lorena sonne à la porte. Elle admet qu'elle voulait le plumer parce qu'il rendait les choses trop faciles. Elle lui rend ses parts dans toutes les affaires. Klaus meurt de façon inattendue et Rolf espère pouvoir prendre le vrai Vallotton, mais ne trouve que le faux chez lui. Il se rend compte qu'il a sous-estimé Adrian. Lorena a financé le voyage au Brésil. Il se retire dans sa salle d'entraînement - où il a posé face au tapis roulant le vrai Vallotton, qu'il avait acheté pour lui-même aux enchères.

## Fiche technique
- Titre original : Der letzte Weynfeldt
- Titre français : Le Dernier des Weynfeldt
- Réalisation : Alain Gsponer assisté de Tine Rogoll
- Scénario : Alexander Buresch (de)
- Musique : Diego Baldenweg (de)
- Direction artistique : Gerald Damovsky
- Costumes : Pascale Suter
- Photographie : Matthias Fleischer (de)
- Son : Tom Weber
- Montage : Gion-Reto Killias
- Production : Peter Nadermann, Sigrid Strohmann, Anne Walser
- Sociétés de production : C-Films (de), Network Movie (de)
- Société de distribution : Schweizer Fernsehen, ZDF
- Pays d'origine :  Allemagne,  Suisse
- Langue : allemand
- Format : Couleur - 1,78:1 - Mono
- Genre : Drame
- Durée : 90 minutes
- Dates de première diffusion :
  -  Suisse : 12 septembre 2010.

## Distribution
- Stefan Kurt : Adrian Weynfeldt
- Marie Bäumer : Lorena Steiner
- Vadim Glowna : Klaus Baier
- Bettina Stucky : Véronique
- Roeland Wiesnekker : Rolf Strasser
- Annemarie Düringer : Mme Hauser
- Nicholas Ofczarek : Theo Pedroni
- Martin Klaus : Schwartz